# 크리울레니
크리울레니(루마니아어: Criuleni)는 몰도바의 도시로 크리울레니 구의 행정 중심지이며 인구는 9,500명(2012년 기준)이다.